# バルバラ (小惑星)
バルバラ (234 Barbara) は、小惑星帯に位置するS型小惑星の一つである。超大型望遠鏡VLTによる観測で、近接した二重小惑星である可能性が指摘されている。
1883年8月12日にアメリカ合衆国の天文学者、クリスチャン・H・F・ピーターズによりニューヨーク州クリントンで発見された。聖バルバラに因んで命名されたと推定されている。
2009年11月にアメリカ合衆国とオランダで、2010年1月に関東地方で掩蔽が観測された。